# Sótalanítás

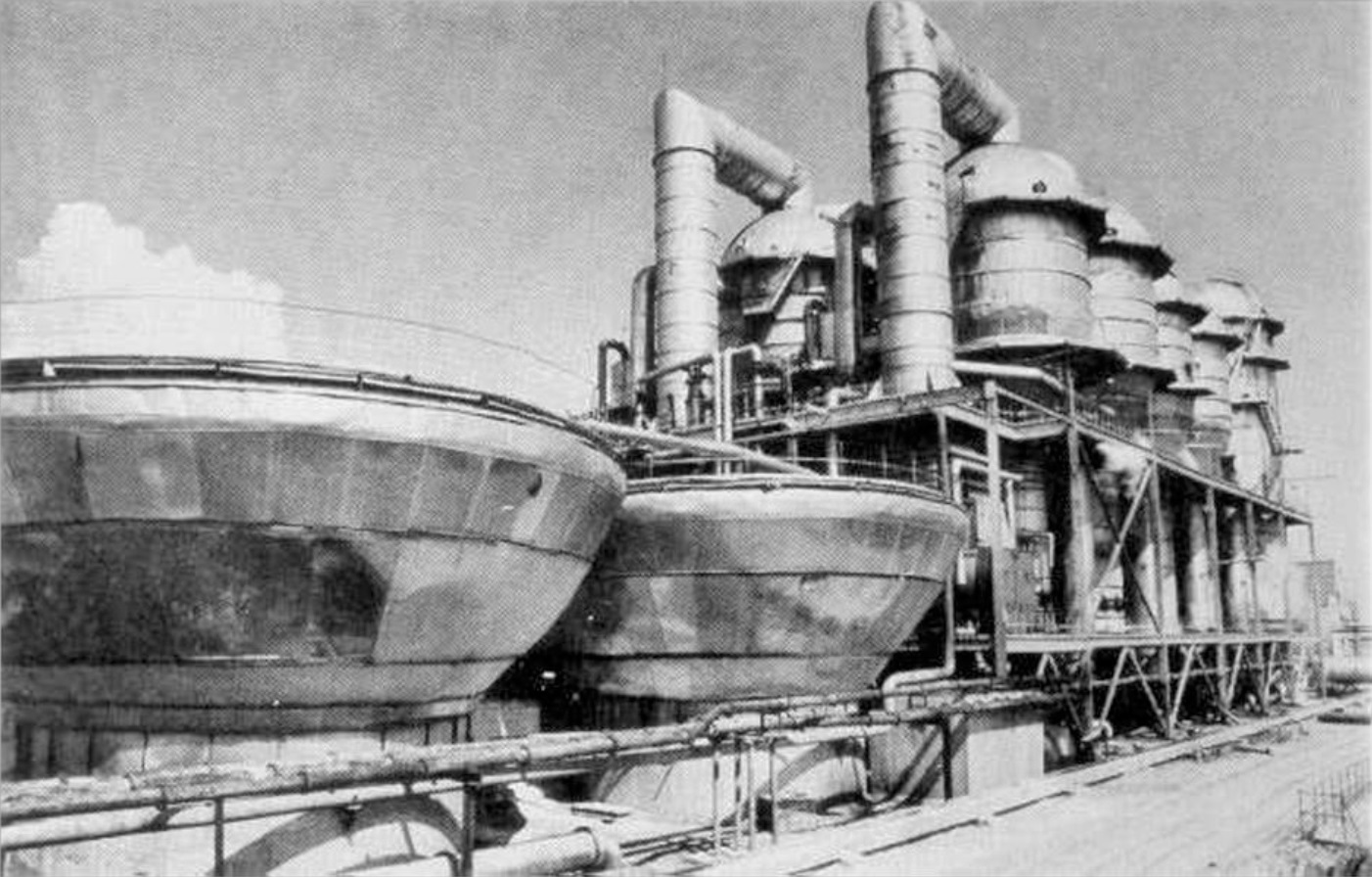

A sótalanítás egy olyan eljárás, melynek során a tengervízből ivóvizet készítenek. A tengervíz sótalanítása, ihatóvá tétele drága művelet. Az ivóvíz szállítása sem egyszerű dolog nagy távolságra. Az ivóvízhiány a globális felmelegedés miatt egyre nagyobb problémát okoz Afrikában, Kínában, Indiában, Mexikóban, Ausztráliában.
Földön található vízkészletek csupán 3%-a iható, öntözhető édesvíz. Az egész világon megnőtt az ivóvíz felhasználásának mennyisége. A termőföldek öntözése következtében jelentősen fogy ivóvizünk mennyisége. 1950 óta pedig megháromszorozódott az öntözésre használt víz mennyisége.

## Módszerek
A tengervíz sótalanításával az édesvíz előállításának két leggyakoribb módszere :
- Desztilálás, lepárlás
- Fordított ozmózis

## Működő és jelenleg épülő sótalanító üzemek
Tengervizet sótalanító üzemek már léteznek USA-ban (Kaliforniában és Floridában), Spanyolországban, Kínában, Indiában, az Arab Emirátusokban és a Gázai övezetben. 2009-re üzembe áll az Egyesült Királyság (Beckton, Dél-London) első sótalanító üzeme.

## Fenntarthatósági szempontok
A WWF figyelmeztetett, hogy sótalanító üzemek építése nagyobb kárt okoz, mint amennyi hasznot. A szervezet szerint a technológia nagy mennyiségű üvegházhatású gáz kibocsátását jelenti, ami súlyosan rongálja a vizek menti környezetet. Jamie Pittock, a WWF globális ivóvíz program igazgatója szerint egyelőre a szennyvizek újrahasznosítására kellene fektetnie az emberiségnek az erejét és nem a sótalanítás technikájának alkalmazására. Mint az ismeretes, 2007-ben a mezőgazdaság felelős a globális vízfogyasztás mintegy 80 százalékáért.
Richard Bowen (az angol Királyi Akadémia munkatársa) szerint alaptalanok a sótalanító üzemekkel kapcsolatos aggodalmak, felépítésükre pedig egyre inkább szükség van. Ger Bergkamp, a World Conservation Union tagja az AP hírügynökség beszámolója szerint kevés ilyen üzem működik, ezért környezetszennyező hatásuk elenyésző. 
Közel 19 ezer sótalanító üzem működik a Földön. A sótalanító üzemek magas sótartalmú szennyvizet termelnek 99 millió köbméternyi ivóvíz előállításakor. A magas sótartalmú szennyvíz csaknem 55 százalékát Szaúd-Arábiában, az Egyesült Arab Emírségekben és Katarban működő sótalanító üzemek termelik.
Kína bizonyos városaiban már kétféle vezetékből folyik a víz, ehhez sótalanított tengervizet is használnak. Kína komoly összegekkel támogatja a belföldi és európai cégek sótalanítást fejlesztő munkáját, ami ma még ráfizetéses, viszont a jövőben a megváltozott klimatikus viszonyok miatt ez nagy üzletté és növekvő gazdasági befolyás alapjává válhat.

## Lásd még
- vízpiac
- vízbank
- víz-üzlet
- fenntartható öntözés
- vízelosztás hatásfoka
- ivóvízhiány

## Külső hivatkozások
- Sótalanítás
- sótalanítás, környezetvédelem: tételsor